# Die Füchsin: Schön und tot
Schön und tot ist ein deutscher Fernsehfilm von Sabine Derflinger aus dem Jahr 2019. Es handelt sich um die fünfte Folge der ARD-Krimireihe Die Füchsin mit Lina Wendel und Karim Chérif in den Hauptrollen. Sie wurde am 17. Oktober 2019 erstmals ausgestrahlt.

## Handlung
Anne Fuchs Geschäftspartner, Youssef El Kilali, hat sich notgedrungen bereiterklärt, bei der Probe zu einer Modenschau ein Catering zu übernehmen, das seine schwangere Frau Simone einer alten Schulfreundin zugesagt hatte. Nachdem er sich den Models gegenüber lieber als Privatdetektiv geoutet hatte, weil ihm das ehrenhafter erschien als bloß „Koch“ zu sein, bittet ihn schon bald das Model Nastja um Hilfe. Ihre Freundin Kira ist verschwunden und Nastja hatte einen Blutfleck entdeckt, der nun aber plötzlich ebenfalls verschwunden ist. Youssef ruft Anne Fuchs zu Hilfe und sie entdeckt auch gleich eine Möglichkeit, wie man eine Leiche bei dem ganzen Trubel aus dem Gebäude schaffen könnte. Beim genauen Hinsehen finden sich auch kleine Blutstropfen. Diesen folgen Anne und Youssef bis auf den Hinterhof und finden dort tatsächlich die getötet Kira in einem abgestellten Kleidercontainer. Sie benachrichtigen die Polizei, machen sich aber auch sofort selber auf die Suche nach dem Täter, von dem sie annehmen, dass er Blutspritzer auf seinen Schuhen haben müsste. Die beiden, die sie dann tatsächlich ausfindig machen können geben zu das Mädchen gefunden zu haben, Kira sei jedoch schon tot gewesen. Sie hätten die Leiche nur nach draußen geschafft, damit die Polizei ihnen die Veranstaltung nicht „kaputt machen“ sollte.
Anne Fuchs möchte den Hintergrund durchleuchten, wem Kira so gefährlich geworden war, dass er sie beseitigt hatte. Erste Spuren führen zu einer Modelschule, wo die renommierte Heike Polling junge Mädchen zu Models ausbildet. Diese kommen fast ausschließlich aus dem russischen Ausland und mit der Aussicht auf eine große Modelkarriere lässt sich Polling das mit 15.000 Euro pro Ausbildungsplatz bezahlen. Das Sprungbrett zur großen Karriere ist angeblich die Fernsehshow „Jung und schön“. Wer dort einen Auftritt bekommt, soll es dann so gut wie geschafft haben. Davor stehen allerdings auch weniger ruhmreiche Auftritte, wie bei Events bei Autohäusern. Hier müssen sich die Models in spärlicher Bekleidung so sexy wie möglich präsentieren und den Hauptanteil ihrer Gage streicht ihre Ausbilderin ein.
Schon kurz nach Kiras Ermordung, fällt das nächste Model plötzlich mit Vergiftungserscheinung aus. Von ihr erfahren Anne und Youssef, dass sowohl Kira als auch sie für den Auftritt bei „Jung und schön“ vorgesehen gewesen wären. Nun wäre Nastja als einzige Kandidaten für die nächste Sendung verblieben. Anne hält es für unwahrscheinlich, dass Nastja selber sich ihre Konkurrentinnen aus dem Weg räumen wollte, denn dann hätte sie nicht Youssef als Detektiv engagiert.
Anna und Youssef erfahren, dass Kira eigentlich gar nicht Model werden wollte, sondern nur ihrer Schwester Sonja zuliebe nach Deutschland gekommen war. Auch Sonja hatte sich bei Polling ausbilden lassen hatte und ist heute obdachlos und drogenabhängig. Nach ihrer Darstellung waren Pollings angeblich guten Kontakte nur Lug und Trug. Selbst die Fernsehsendung wäre Betrug und das wollte Kira ans Licht bringen. Für die Arbeitsvisa arbeitet Polling mit einem korrupten deutschen Konsularbeamten in Russland zusammen, der auch nochmal bei den Mädchen abkassiert, damit sie in Deutschland arbeiten dürfen. Während der Ermittlungen wird plötzlich auch Nastjas Freund Malte Eisenberg umgebracht, was den Denkansatz von Anne Fuchs allmählich in eine neue Richtung lenkt. Zwar sind Pollings Methoden fragwürdig und am Ende auch kriminell, doch hat sie mit den Morden gar nichts zu tun. Die Detektivin findet heraus, dass Nastjas Mutter, die mit ihrer Tochter zusammen in Deutschland wohnt, derart viel an der Karriere von Nastja liegt, dass sie selbst vor Mord nicht zurückschreckt. Kira war Nastjas stärkste Konkurrentin und Malte Eisenberg war „nur“ Hausmeister und ganz und gar nicht das, was sich Valentina für die glorreiche Zukunft ihrer Tochter vorgestellt hatte.
Auch die Geschäfte zwischen Polling und dem Konsularbeamten Schlösser fliegen am Ende auf und beide werden festgenommen. Dabei geraten Anna und Youssef sogar in Lebensgefahr.

## Nebenhandlung
Anne Fuchs lässt die Verbindung zu ihrem inhaftierten Sohn nicht abreißen. Sie besucht ihn regelmäßig im Gefängnis und bemerkt dabei, dass es ihm hier gar nicht gut geht. Sie muss Geld beschaffen, damit er sich im Gefängnis Beschützer „kaufen“ kann.

## Hintergrund
Die Dreharbeiten erfolgten vom 19. März bis zum 10. April 2019 in Köln sowie in Düsseldorf und Umgebung.

## Rezeption

### Einschaltquote
Die Erstausstrahlung von Die Füchsin – Schön und tot am 17. Oktober 2019 im Ersten erreichte 5,34 Millionen Zuschauer und einen Marktanteil von 17,9 Prozent.

### Kritik
Thomas Gehringer schrieb bei tittelbach.tv: „Krimis im Mode-Milieu sind nun weder neu noch ist der Fall hier besonders originell, aber man kann der Inszenierung von Sabine Derflinger nicht vorwerfen, voyeuristische Neigungen zu bedienen.“ „‚Schön und tot‘ bietet leichten Krimispaß mit einem Hauch Gesellschaftskritik.“
Die Kritiker der Fernsehzeitschrift TV Spielfilm gaben dieser Folge kommentarlos den „Daumen nach oben“.
Martin Seng äußerte sich bei Quotenmeter.de ebenfalls positiv und schrieb: „Die Ermittlungen selbst sind dank interessanter Charaktere und dem genauen Blick in das Modelgeschäft spannend zu verfolgen, wenn auch nicht immer angenehm zu beobachten. Die unangenehme Thematik wird mit einer kleinen, aber passenden Prise Humor versehen […][und] gerade die kleinen Scherze sind es, die ‚Die Füchsin - Schön und tot‘ auflockern, was bei den bedrückenden Themen durchaus angebracht ist.“
Das Hamburger Abendblatt wertete: „Neben viel Erwartbarem birgt der Plot auch Überraschungen, was über logische Brüche und Simplifizierungen hinweghilft.“ Die „Filmfiguren sind [zwar] klischeehaft überzogen,“ und bieten einen „Hauch Miss Marple mit harmlosen Comedy-Elementen und schließlich gibt es noch etwas gewollt wirkende Ansätze eines Sozialdramas. Alles in allem handelt es sich um solide, kurzweilige Fernsehunterhaltung.“
Bei der evangelische.de meinte Tilmann P. Gangloff: Schön und tot wirke „wie der Versuch, jungen Zuschauerinnen (die der Krimi nicht haben wird) die Augen über die verlogene Model-Welt zu öffnen. Allerdings müsste der Film dann eher im russischen Fernsehen laufen: Wenn die Arbeitserlaubnis der Frauen nicht verlängert wird, bleibt ihnen nur die Wahl zwischen Heimreise und Illegalität. Im Unterschied zu den bisherigen Episoden der Reihe, die deutlich komplexere Geschichten erzählten, ist die Handlung diesmal ohnehin recht überschaubar; einige Szenen wirken schlicht zu lang, und nicht allen Mitwirkenden lässt sich guten Gewissens schauspielerisches Talent bescheinigen.“